# Qinghemen
Der Stadtbezirk Qinghemen (chinesisch 清河门区, Pinyin Qīnghémén Qū) ist ein Stadtbezirk in China, der zum Verwaltungsgebiet der Bezirksfreien Stadt Fuxin in der nordostchinesischen Provinz Liaoning gehört. Er hat eine Fläche von 92,55 km² und zählt 51.394 Einwohner (Stand: Zensus 2020).

## Administrative Gliederung
Auf Gemeindeebene setzt sich der Stadtbezirk aus vier Straßenvierteln und zwei Großgemeinden zusammen. 